# سعیدرضا خوش‌شانس
سعیدرضا خوش‌شانس (زادهٔ ۱۳۶۵) نویسنده، تئاترنویس، دراماتورژ، مترجم و پژوهش‌گر ایرانی تئاتر و سینما است. او دانش‌آموختهٔ رشتهٔ ادبیات نمایشی، کاردانی و فلسفه هنر است و بارها موفق به دریافت جوایز معتبر بین‌المللی و ملی از جشنواره‌های داخلی در زمینه‌های نمایشنامه‌نویسی و پژوهش در حوزه تئاتر شده‌است.

## زندگی
خوش‌شانس که از آستانهٔ جوانی به نوشتن داستان کوتاه و مقالات پژوهشی مشغول بود، با مطالعاتی در حوزهٔ ادبیات دراماتیک غرب، اسطوره‌شناسی و فلسفه به تئاترنویسی گروید. او که مطالعات قابل‌توجهی در حوزهٔ نقد ادبی، اسطوره‌شناسی و هنرهای نمایشی دارد مقالاتی را در این حوزه نوشته یا ترجمه کرده‌است.
وی در ۲۰ سالگی تحصیلاتش را در رشتهٔ مهندسی پتروشیمی به سودای نویسندگی نیمه‌کاره گذاشت و با اخذ مدرک کاردانی در آن رشته، در رشتهٔ ادبیات دراماتیک و کارگردانی تئاتر در دانشگاه هنر تهران به ادامهٔ تحصیل پرداخت.

## فعالیت‌ها
سعیدرضا خوش‌شانس ضمن فعالیت‌های هنری، پاره‌ای فعالیت‌های اجرایی از جمله مدیر روابط عمومی و روابط بین‌الملل گروه فرهنگی هنری چارسو و چندین انجمن فرهنگی-هنری دیگر، مدیر آموزش کارگاه آزاد فیلم، مدرسه سینمایی مسعود کیمیایی، دبیری نشست‌های تخصصی تئاتر، سینما و روزنامه‌نگاری را در کارنامهٔ خود دارد.
از آثاری که به نگارش درآورده است می‌توان از نمایشنامهٔ «از یونان باستان تا جون آدمیزاد» نام برد که با مقدمهٔ سیروس شاملو توسط انتشارات افراز در سال ۱۳۹۲ منتشر شد و در جشنوارهٔ نمایشنامه‌نویسی «نسخه» مورد تقدیر قرار گرفت. همچنین خوش‌شانس برای نمایشنامهٔ «شطحیات اشباح» جایزۀ بخش نمایشنامه‌نویسی جشنواره تئاتر فجر، برای نمایشنامۀ «گاوچران‌های مفرغی» جایزهٔ نمایشنامه‌نویسی جشنوارهٔ بین‌المللی تئاتر عروسکی «مبارک» و جایزهٔ نمایشنامه‌نویسی جشنواره تئاتر عروسکی دانشجویان ایران موسوم به جایزهٔ «استاد جواد ذوالفقاری» را به خود اختصاص داد و برای نگارش مقالهٔ «آسیب‌شناسی تئاتر دیده‌باخته» جایزه مقالهٔ برگزیده جشنوارهٔ ملی «هنر و رسانه» را از آن خود کرده‌است. او جایزهٔ انجمن نویسندگان و منتقدان تئاتر ایران را برای نوشتن مقاله «سنجشِ پدیدهٔ نورسیدهٔ «نمایشنامه‌خوانی» جُستاری در گسترهٔ کارکردها، سنجه‌ها و چیستی» دریافت کرده است. خوش‌شانس نمایشنامهٔ «نیچه! ای پسر بد» و «حالا که کمونیسم مرده است» نوشتهٔ ریچارد فورمن نمایشنامه‌نویس، کارگردان و متفکر معاصر آمریکایی را برای اولین بار به فارسی برگرداند.

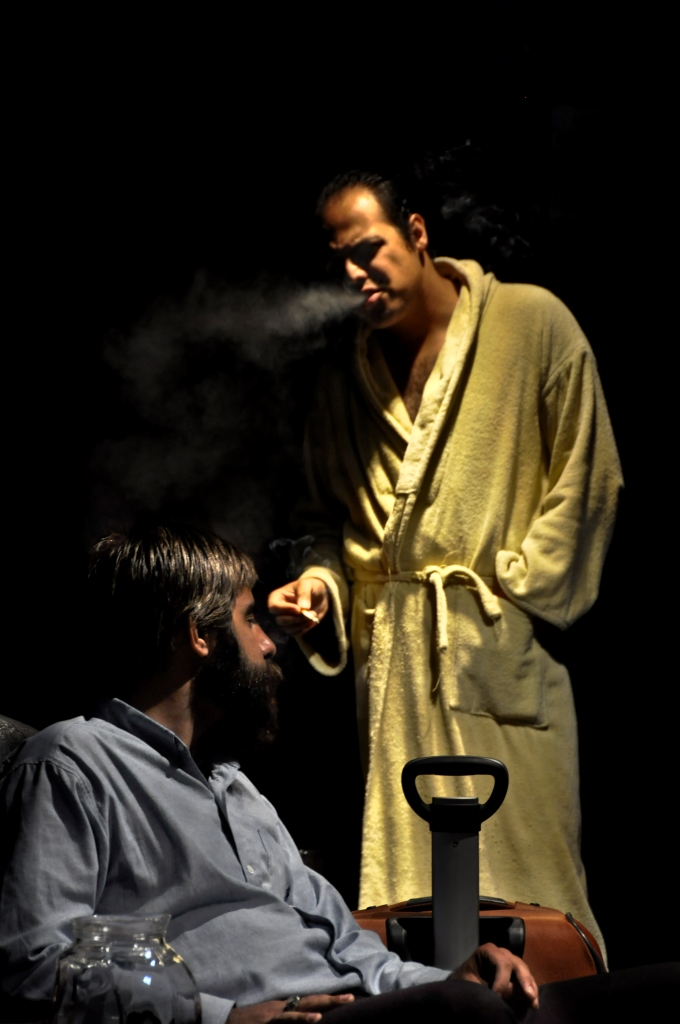
بازی در نمایش زندگی دیگران ساختهٔ آرمان طیران به همراه سلمان فرخنده

خوش‌شانس در سال ۲۰۱۷ به عضویت انجمن بین‌المللی نمایشنامه‌نویسان (International Playwrights' Forum) وابسته به انستیتو بین‌المللی تئاتر سازمان یونسکو (ITI) درآمد.

## نگاه نظری
مقالات و نقدهای او به لحاظ کیفیت زبانی و شیوهٔ مطالعاتی از ساختاری متفاوت، نو و منحصر به‌فرد برخودار است و تلاش دارد واژگان نوساخته‌ای را برای مفاهیم اساسی علوم انسانی و مطالعات تئاتر استفاده کند. او واژهٔ «تئاترنوشت» را به جای نمایشنامه و واژهٔ «برصحنه خوانی» را به جای نمایشنامه‌خوانی به ترمینولوژی واژگان تئاتری پیشنهاد داده‌است. خوش‌شانس در مقاله‌ای که با عنوان «آسیب‌شناسی تئاتر دیده‌باخته» نوشته‌است آثار نمایشی را که از نظرگاه و جنبه‌های دیداری تهی و کم‌مایه هستند «تئاتر دیده‌باخته» می‌نامد و این نگرش را شاخصی برای سنجش آثار از منظر اجرایی می‌داند. این دیدگاه در مقاله‌ای با عنوان «Blind Theater, A Pathology To non-visual Theater» در مجلهٔ «The theatre journal» انتشار یافت و مورد توجه قرار گرفت.
نقدهای او در سینما بیشتر مورد استقبال دانش‌آموختگان سینما یا محافل سینمایی قرار می‌گیرد و زمینه‌های اسطوره‌شناختی و روان‌شناختی بن‌مایه‌های اساسی نقدها او را تشکیل می‌دهند. نقد او روی فیلم سینمایی چریکه تارا اثر بهرام بیضایی تنها نقدی است که روی این اثر نوشته شده‌است.

## آثار

### نمایشنامه
- از یونان باستان تا جون آدمی‌زاد ۱۳۸۷
- حکایت خلایق در دوم نوامبر ۱۳۸۷
- و آن شب گذشت و پیرزن پولش را گرفت ۱۳۸۸
- من مَردم اون زنه ۱۳۸۸
- خصم و جادو ۱۳۸۸
- شش و بشِ ششِ مرداد ۱۳۹۰
- فروغ و فریدون ۱۳۹۰
- نیروگاه ۱۳۹۰
- سدیم والپروات انیدرید کوتد ۱۳۹۰
- هتل اکالیپتوس ۱۳۹۰
- یک دقیقه سکوت ۱۳۹۱
- روبان زرد ۱۳۹۱
- سیب‌های همزاد ۱۳۹۱
- گربه‌ای چاردست‌و پا در وست گردو ۱۳۹۱
- از خون و گوشت من ۱۳۹۱
- مرثیه‌ای برای مادمازل کارمو ۱۳۹۱
- گاوچران‌های مفرغی ۱۳۹۱
- هفت دقیقه یک‌نفس سکوت ۱۳۹۲
- پرهٔ پروانهٔ پولادی ۱۳۹۴
- یلدای سیما و رؤیا ۱۳۹۴
- رؤیای کولی آشفته ۱۳۹۵
- در کنج جمجمه، جایی که خواب لانه می‌کند ۱۳۹۶
- اوراد بادهای وحشی سرکش ۱۳۹۶
- شطحیات اشباح ۱۳۹۸

### نقد و پژوهش
- ریچارد فورمن، به مثابه هنرمندی پیشرو ۱۳۸۶
- بازسنجی زیبایی‌شناسیِ «برشت» ۱۳۸۷
- هنجارشناسی ادبیات دراماتیک کودک ۱۳۸۹
- بازسنجی زیبایی‌شناسیِ «بکت» ۱۳۸۸
- تبارشناسی نمایش‌های ایرانی ۱۳۹۰
- زبان‌شناسی ادبیات دراماتیک ۱۳۹۰
- پدیدارشناسی تاریخی نمایش در ایران ۱۳۹۰
- پدیدارشناسی زبانی نمایش در ایران ۱۳۹۱
- آسیب‌شناسی تئاتر دیده‌باخته ۱۳۹۱
- اسپرانتوی نمایش ۱۳۹۲
- سنجشِ کاربردی واژهٔ نمایشنامه ۱۳۹۲
- نگاهی به «چریکهٔ تارا» ساخته بهرام بیضایی ۱۳۹۲
- تنها عاشقان زنده می‌مانند، نگاهی به آخرین ساختهٔ جیم جارموش ۱۳۹۳
- بوطیقای ریچارد فورمن ۱۳۹۳
- بر صحنه‌خوانی به‌جای نمایشنامه‌خوانی ۱۳۹۳
- نقد و بررسی فیلم «لویاتان» اثر تحسین‌شدهٔ آندری زویاگینتسف ۱۳۹۴
- سنجشِ پدیدهٔ نورسیدهٔ «نمایشنامه‌خوانی» جُستاری در گسترهٔ کارکردها، سنجه‌ها و چیستی ۱۳۹۴
- نیچه قهرمان تراژیک کهکشان فلسفه، جستاری دربارهٔ زندگی فردیک ویلهلم نیچه ۱۳۹۷
- جستاری درباب ضرورت سنجش، تأمل و بازنگری دربارۀ اصطلاح «نمایشنامه» با تأکید بر گفتمان‌های نو در مطالعات تئاتر و هنرهای دراماتیک ۱۴۰۳

### ترجمه
- نیچه، ای پسر بد! نوشتهٔ ریچارد فورمن ۱۳۹۳
- چگونه نوشتن یک تئاتر، نوشته ریچارد فورمن ۱۳۹۳
- اینک کمونیسم مرده‌است، نوشتهٔ ریچارد فورمن ۱۳۹۲
- دست‌افشانی به عنوان یک تجربه، نوشتهٔ آنا هالپرین ۱۳۹۲
- دربارهٔ ریچارد فورمن، نوشتهٔ دیوید کیل‌پاتریک ۱۳۹۱
- راهبردهای تئاترنویسی نو، نوشته پل کاستانیو ۱۳۹۰
- مردان سینما، نوشتهٔ سیدنی لومت ۱۳۸۹

### داستان کوتاه
- کاغذ رنگی ۱۳۸۵
- خصم و جادو ۱۳۸۶
- من مردم اون زنه ۱۳۸۶
- و آن شب گذشت و پیرزن پولش را گرفت ۱۳۸۷
- شال‌گردن ۱۳۸۸
- دردهای همیشگی و زادگاه ابرها ۱۳۹۱
- پرنده‌های جمعه ۱۳۹۲

### تئاتر و سینما
سعیدرضا خوش‌شانس در اجرای بیش از سی نمایش به عنوان دراماتورژ، بازیگر و نویسنده حضور داشته‌است. این آثار در سال‌های متفاوت غیر از اجراهای عمومی در جشنواره‌هایی همچون جشنوارهٔ بین‌المللی تئاتر فجر یا جشنواره سراسری تئاتر خیابانی کشور به نمایش درآمدند. او ساخت چند فیلم کوتاه تجربی و مستند را تجربه کرده است.

## تألیف و کتاب‌ها
- از یونان باستان تا جون آدمیزاد، انتشارات افراز، تهران، ۱۳۹۱[۱۷]
- پرهٔ پروانهٔ پولادی، [مجموعه نمایش‌نامه]، انتشارات دریابیگی، تهران، ۱۳۹۵[۱۸]
- الفتا ۳، [مجموعه نمایش‌نامه]، انتشارات عنوان، تهران، ۱۳۹۷[۱۹]
- پنج‌گو، [مجموعه نمایش‌نامه]، انتشارات هنر پارینه، تهران، ۱۳۹۷[۲۰]
- تئاترنویسی سپید: درآمدی بر تئاترنویسی پست‌مدرنیستی، انتشارات یکشنبه، تهران، ۱۳۹۷[۲۱]
- نیچه، ای پسر بد! و حالا که کمونیسم مرده، زندگی من پوچ شده! [ترجمه نمایش‌نامه] نوشته: ریچارد فورمن، انتشارات بیدگل، تهران، ۱۳۹۷[۲۲]
- اوراد بادهای وحشی سرکش، [مجموعه نمایش‌نامه]، آثار برگزیده جشنواره تئاتر دانشگاهی، انتشارات مات، تهران، ۱۴۰۰
- دراماتورژی سپید: درآمدی بر دراماتورژی واسازانه یا دراماتورژی در پرتو ساختارشکنی، انتشارات یکشنبه، تهران، ۱۴۰۲[۲۳]
- شطحیات اشباح، انتشارات عنوان، تهران ۱۴۰۳

## جوایز
- نویسندۀ برگزیده، مسابقه نمایشنامه‌نویسی چهلمین جشنواره بین‌المللی تئاتر فجر، ۱۴۰۰ برای نوشتن نمایشنامه شطحیات اشباح[۲۴]
- کاندیدای دریافت «جایزۀ نمایشنامه‌نویسی استاد اکبر رادی» از بیست و سومین جشنواره بین‌المللی تئاتر دانشگاهی ایران، ۱۴۰۰ برای نوشتن نمایشنامه شطحیات اشباح[۲۵]
- نویسندۀ برگزیده، سی‌ودومین جشنواره تئاتر فجر استان کرمان، ۱۳۹۹ برای نوشتن نمایشنامه هفت دقیقه یک‌نفس سکوت [۲۶]
- نویسنده و پژوهشگر برگزیده، از چهارمین دوره جایزه پروفسور حسابی، برای نوشتن پژوهش «مطالعه و بررسی دراماتورژی به‌مثابه کنشی هرمنیوتیک به سوی متن اجرایی با تأکید بر آرای ژاک دریدا»[۲۷]
- کاندیدای دریافت جایزهٔ نویسندگی از نهمین جشنواره ملی تئاتر خلیج فارس، ۱۳۹۸ برای نوشتن نمایشنامه اوراد بادهای وحشی سرکش[۲۸]
- کاندیدای دریافت جایزهٔ نویسندگی از ششمین جشنواره ملی نمایشنامه‌نویسی صنعت نفت، ۱۳۹۸برای نوشتن نمایشنامه شطحیات اشباح
- نویسنده سوم، سی‌امین جشنواره تئاتر فجر استان کهگیلویه و بویراحمد، ۱۳۹۷ برای نوشتن نمایشنامهٔ اوراد بادهای وحشی سرکش[۲۹]
- نویسندهٔ برگزیده، «جایزه نمایشنامه‌نویسی استاد اکبر رادی» از بیست و یکمین دوره جشنواره بین‌المللی تئاتر دانشگاهی، ۱۳۹۷ برای نوشتن نمایشنامهٔ اوراد بادهای وحشی سرکش[۳۰][۳۱]
- نویسنده دوم ، بیست و هفتمین جشنواره تئاتر فجر استان فارس، ۱۳۹۵ برای نوشتن پره پروانه پولادی به کارگردانی نوید جعفری
- نویسندهٔ دوم، نخستین جشنواره ملی تئاتر اهواز، ۱۳۹۷ برای نوشتن نمایشنامهٔ پرهٔ پروانهٔ پولادی[۳۲]
- نویسندهٔ برگزیده، چهارمین جشنواره ملی نمایشنامه‌نویسی صنعت نفت، ۱۳۹۶ برای نوشتن نمایشنامهٔ اوراد بادهای وحشی سرکش[۳۳][۳۴]
- نویسندهٔ برگزیده، نهمین جشنواره ملی تئاتر مونولوگ دانشگاه هنر، ۱۳۹۶ برای نوشتن نمایشنامهٔ در کنج جمجمه، جایی که خواب لانه می‌کند[۳۵][۳۶][۳۷]
- کاندیدای دریافت جایزهٔ نویسندگی نخستین جشنواره نمایشنامه‌نویسی «سخن»، تهران، دانشگاه هنر، ۱۳۹۶ برای نمایشنامهٔ پرهٔ پروانهٔ پولادی[۳۸]
- نویسندهٔ دوم، بیست و هفتمین جشنوارهٔ تئاتر فجر استان فارس، شیراز، ۱۳۹۵ برای نمایشنامهٔ پرهٔ پروانهٔ پولادی[۳۹][۴۰]
- تقدیرهٔ ویژهٔ نویسندگی، پنجمین جشنواره تئاتر شهر، ۱۳۹۵ برای نوشتن نمایشنامهٔ رؤیای کولی آشفته[۴۱]
- نویسندهٔ برگزیده، پانزدهمین جشن انجمن منتقدان و نویسندگان تئاتر ایران، ۱۳۹۵ برای نوشتن مقالهٔ «سنجش پدیدهٔ نورسیدهٔ نمایشنامه خوانی»[۴۲][۴۳]
- نویسندهٔ تقدیر شده برای نوشتن نمایشنامه پرهٔ پروانهٔ پولادی، اردیبهشت تئاتر ایران، شیراز، ۱۳۹۵[۴۴][۴۵]
- نویسندهٔ برگزیده، نخستین جشنواره ملی تئاتر دانشگاهیان ایران، ۱۳۹۵ برای نوشتن نمایشنامه یلدای سیما و رؤیا[۴۶][۴۷]
- نویسندهٔ برگزیده، دومین جشنواره منطقه‌ای نمایشنامه‌نویسی صنعت نفت جنوب، ۱۳۹۴ برای نوشتن نمایشنامه پره پروانه پولادی[۴۸][۴۹][۵۰][۵۱][۵۲]
- نویسندهٔ برگزیده، ششمین جشنواره تئاتر مونولوگ دانشگاه هنر، ۱۳۹۳ برای نوشتن نمایشنامه گربه‌ای چاردست‌وپا در پوست گردو[۵۳][۵۴]
- نویسندهٔ دوم، پانزدهمین جشنواره بین‌المللی تئاتر عروسکی تهران- مبارک، ۱۳۹۳ برای نوشتن نمایشنامه گاوچران‌های مفرغی[۵۵]
- نویسندهٔ برگزیده، سیزدهمین جشنواره بین‌المللی دانشگاهی عروسکی، ۱۳۹۳ برای نوشتن نمایشنامه گاوچران‌های مفرغی[۵۶][۵۷]
- نویسندهٔ برگزیده برای چاپ کتاب از یونان باستان تا جون آدمیزاد، اردیبهشت تئاتر ایران، ۱۳۹۳
- نویسندهٔ دوم، سومین جشنوارهٔ منطقه‌ای تئاتر معلولین، ۱۳۹۲ برای نوشتن نمایشنامه از خون و گوشت من[۵۸][۵۹]
- کاندیدای دریافت جایزه نویسندگی، چهارمین جایزه ادبی شیراز، ۱۳۹۱ برای نوشتن داستان کوتاه من مردم اون زنه
- کاندیدای دریافت جایزه نمایش‌نامه‌نویسی، چهاردهمین جشنواره بین‌المللی تئاتر دانشگاهی، ۱۳۹۱ برای نوشتن نمایشنامه هفت دقیقه یک‌نفس سکوت
- دریافت رتبهٔ نخست مقاله، جشنوار ملی هنر و رسانه، ۱۳۹۱ برای نگارش مقالهٔ آسیب‌شناسی تئاتر دیده باخته[۶۰]
- تقدیر ویژهٔ بازیگری، بیست و سومین جشنواره استانی تئاتر فجر، ۱۳۹۱ برای یازی در نمایش تک سلولی‌ها
- نویسندهٔ تقدیرشده، اولین جشنواره نمایشنامه نویسی نسخه، ۱۳۸۸ برای نوشتن نمایشنامهٔ از یونان باستان تا جون آدمیزاد
- بازیگر دوم مرد، بیست و هفتمین جشنواره منطقه‌ای تئاتر فجر، ۱۳۸۸ برای بازی در نمایش تراژدی مکلت[۶۱]
- بازیگر دوم مرد، نوزدهمین جشنواره استانی تئاتر فجر فارس، ۱۳۸۷ برای بازی در نمایش تراژدی مکلت[۶۲]